# A Winter's Tale
Singles de Queen
Heaven for Everyone
(1995) Too Much Love Will Kill You
(1996)
Pistes de Made in Heaven
You Don't Fool Me It's A Beautiful Day (reprise)
A Winter's Tale est une chanson du groupe Queen, sortie en single en 1995. Écrite par Freddie Mercury, elle est le deuxième extrait de l'album Made in Heaven sorti la même année.

## Autour de la chanson

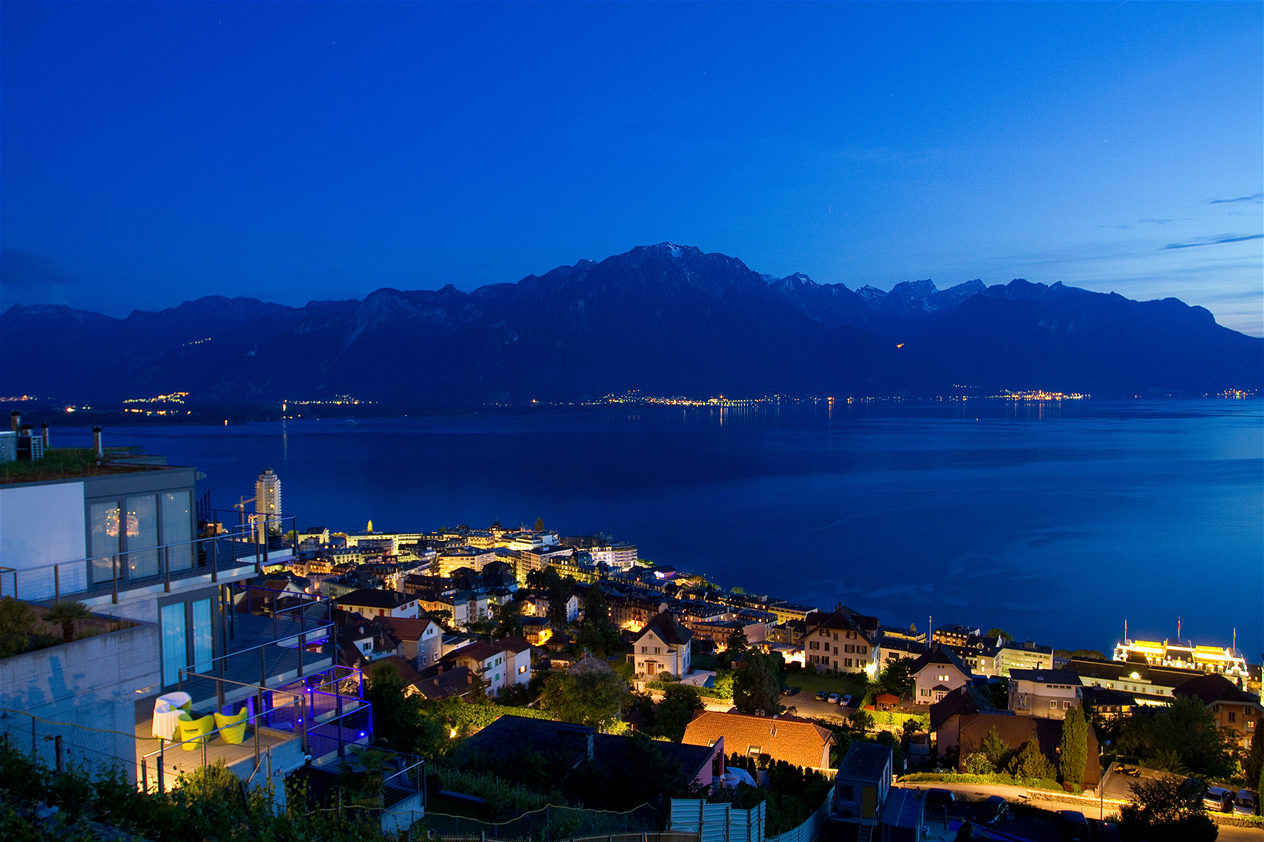
Paysage de Montreux, ayant inspiré Freddie Mercury pour cette chanson

Écrite pendant les sessions d'enregistrement d'Innuendo, seule la prise vocale a été enregistrée avant le décès de Freddie Mercury en 1991. L'enregistrement a d'ailleurs été effectué intégralement du début à la fin en une fois, ce qui était rare pour Freddie Mercury, d'après le documentaire Queen-Champions of the World. La chanson lui a été inspirée alors qu'il contemplait les paysages du lac Léman et des Alpes qu'il pouvait admirer depuis les fenêtres des Mountain Studios de Montreux.
Lors de la production de l'album Made in Heaven en 1995, les trois membres survivants de Queen ont complété la partie vocale enregistrée quatre ans plus tôt. Il s'agit donc d'une chanson totalement inédite à la sortie de l'album, alors que certaines étaient des chansons déjà existantes mais retravaillées.
Une édition limitée du CD-single est également sortie, avec un emballage vert rappelant celui des cadeaux, sur lequel Queen souhaitait un Joyeux Noël et qu'on pouvait donc offrir.

## Clip vidéo
Tout comme le single précédent Heaven for Everyone, deux clips ont été produits, bien qu'un seul ait servi à la promotion du single lors de l'hiver 1995.
Le premier, réalisé par les fameux Hannes Rossacher et Rudi Dolezal, est un montage d'images de Montreux et des environs sous la neige. Deux versions de ce clip existent : dans l'un, on peut voir les paroles s'écrire pendant qu'elles sont chantées, écriture manuscrite de la main même de Freddie Mercury. L'autre version ne comporte pas ces textes.
L'autre clip, réalisé par Chris Rodley et sous titré Outside-In, montre un homme en fin de vie et arpentant différents magnifiques paysages autour du monde. Le clip est réalisé avec une large palette de couleurs et textures. À la fin, l'homme se résigne à son tragique destin. On peut penser que ce clip est un parallèle aux derniers mois de la vie de Mercury. A Winter's Tale est en effet la dernière chanson qu'il ait écrite. Ce clip n'a jamais servi à la promotion du single et peut se trouver sur la vidéo Made in Heaven : The Films, alors que le précédent n'est sur aucun support officiel.

## Classements
| Classements (1995) | Meilleure position |
| ------------------ | ------------------ |
| Royaume-Uni        | 6                  |
| Italie             | 19                 |
| Pays-Bas           | 25                 |
| Autriche           | 23                 |
| Suisse             | 28                 |
| Allemagne          | 62                 |

## Crédits
- Freddie Mercury : chant principal, chœurs et claviers
- Brian May : guitare électrique, slide guitar et chœurs
- Roger Taylor : batterie et chœurs
- John Deacon : guitare basse